# Noé Roth
Noé Roth (Baar, 27 dicembre 2000) è uno sciatore freestyle svizzero specialista dei salti.

## Biografia
Medaglia di bronzo nei salti ai campionati mondiali juniores che si sono svolti nel 2016 a Minsk, il 25 febbraio 2017 Noé Roth debutta pure in Coppa del Mondo sempre a Minsk. Il mese successivo partecipa a Sierra Nevada ai suoi primi campionati mondiali concludendo 18º nei salti.
Prende parte alle Olimpiadi di Pyeongchang 2018 terminando al 16º posto nei salti e poi vince il titolo mondiale juniores in questa specialità. Ai Mondiali di Park City 2019 ottiene il terzo posto individuale e poi vince la medaglia d'oro nei salti a squadre insieme a Carol Bouvard e a Nicolas Gygax. Nel 2020 si aggiudica la Coppa del Mondo di salti. Vince l'oro ai Campionati Mondiali di Bakuriani 2023 nella gara individuale, e ripete la vittoria nell'edizione successiva di Engadina 2025, in cui ottiene anche il bronzo nei salti a squadre.

## Palmarès

### Mondiali
- 5 medaglie:
  - 3 ori (salti a squadre a Park City 2019; salti a Bakuriani 2023; salti a Engadina 2025)
  - 2 bronzi (salti a Park City 2019; salti a squadre a Engadina 2025)

### Mondiali juniores
- 2 medaglie:
  - 1 oro (salti a Minsk 2018)
  - 1 bronzo (salti a Minsk 2016)

### Coppa del Mondo
- Miglior piazzamento in classifica generale: 2º nel 2020
- Vincitore della Coppa del Mondo di salti nel 2020 e nel 2023
- 21 podi:
  - 4 vittorie
  - 10 secondi posti
  - 7 terzi posti

#### Coppa del Mondo - vittorie
| Data            | Luogo       | Paese       | Disciplina |
| --------------- | ----------- | ----------- | ---------- |
| 8 marzo 2020    | Krasnojarsk | Russia      | AE         |
| 6 febbraio 2021 | Deer Valley | Stati Uniti | AE         |
| 22 gennaio 2023 | Le Relais   | Canada      | AE         |
| 13 marzo 2025   | Livigno     | Italia      | AE         |

Legenda:

AE = salti